# Boeschepe
Boeschepe là một xã của tỉnh Nord, thuộc vùng Hauts-de-France, miền bắc nước Pháp.

## Tham khảo

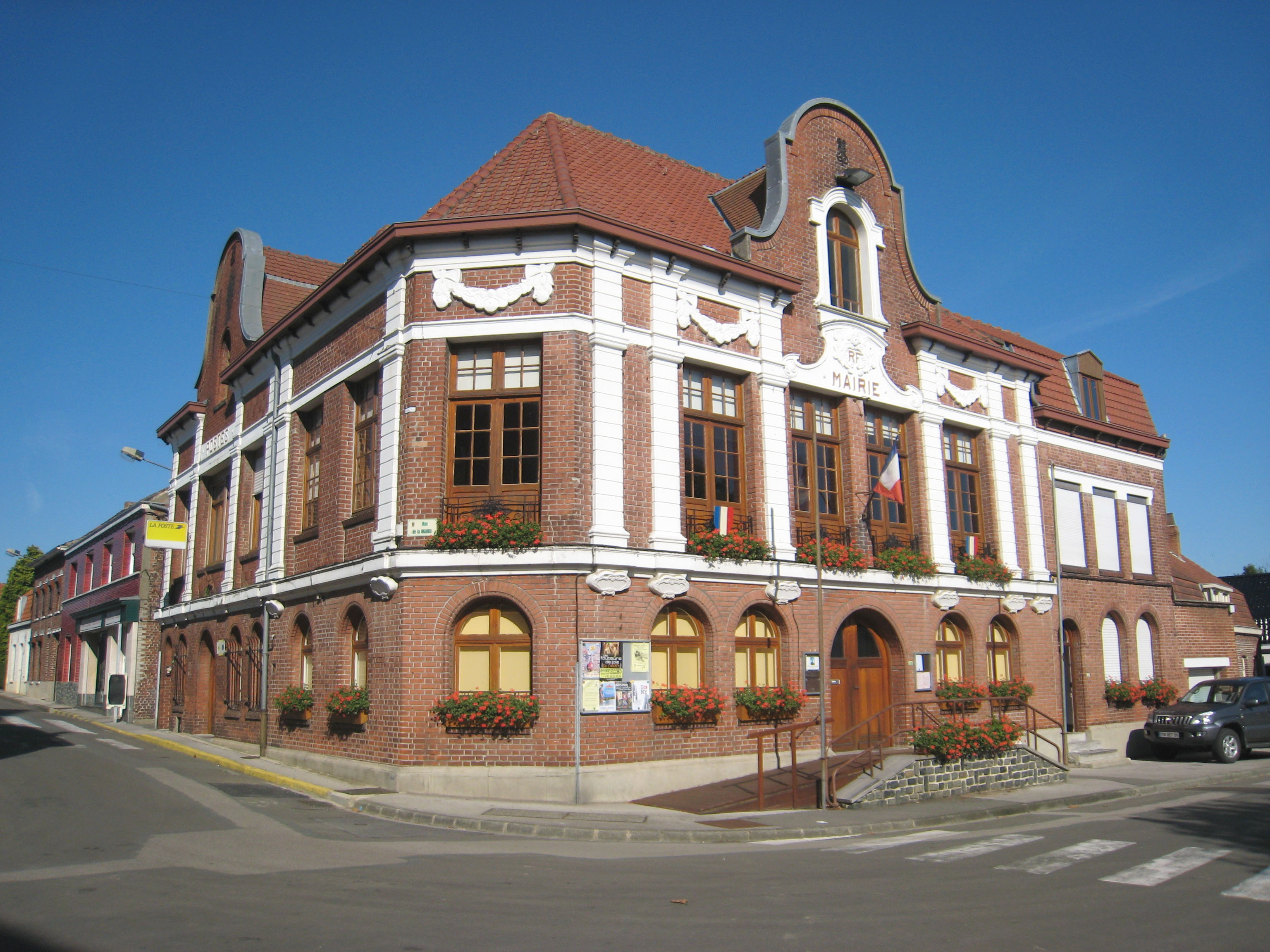
The Mairie (town hall), Boeschepe
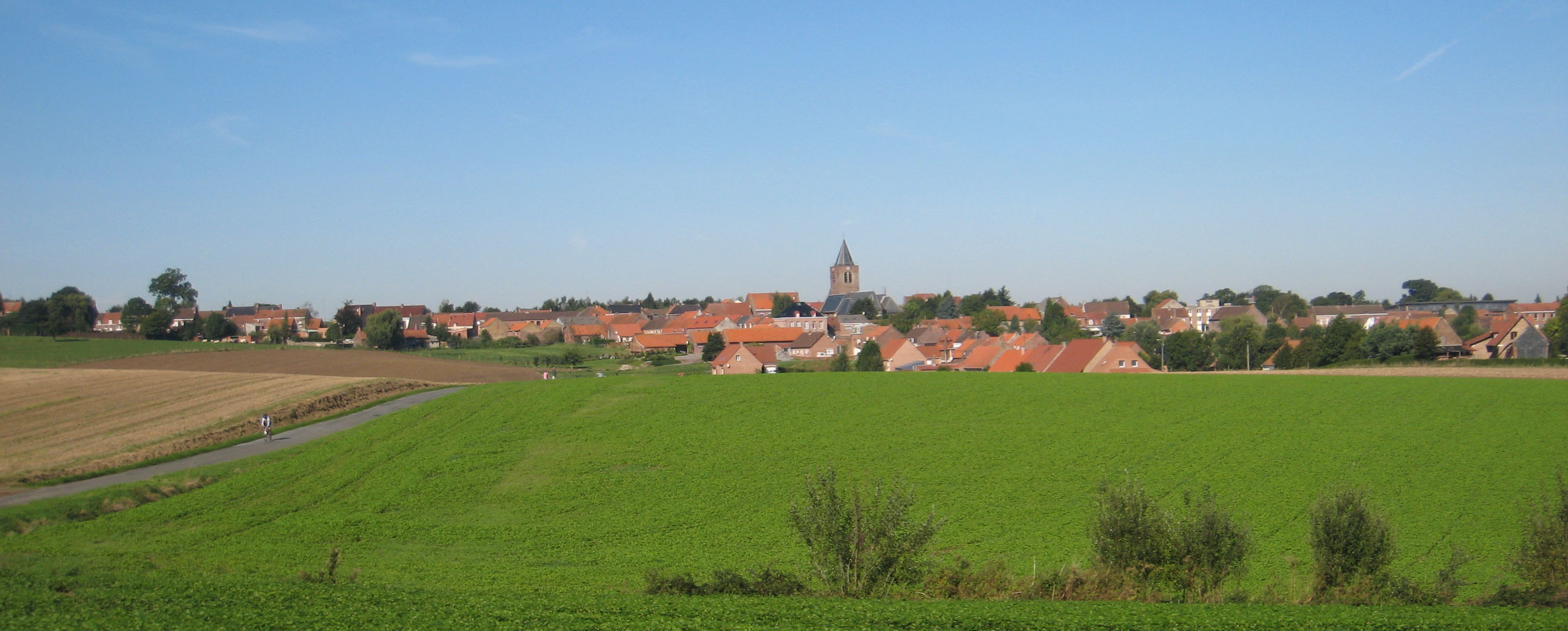
View of Boeschepe from the south